# Sifnos
Sifnos (în greacă Σίφνος) este o insulă grecească din grupul de insule Ciclade din Marea Egee. Are o suprafață de 73.942 km2. Insula Sifnos are 2.625 de locuitori în total. Cel mai mare oraș al insulei este Apollonia cu 869 de locuitori, al doilea oraș ca mărime este Artemonas cu 800 de locuitori, considerat a fi numit după un templu antic al zeiței-surori a lui Apollo, Artemis, situat pe locul bisericii moderne Panayia Kokhi. Satul Kastro (118 locuitori) a fost capitala insulei din cele mai vechi timpuri până în 1836. Este construit pe vârful unei stânci înalte de pe malul estic al insulei și astăzi are resturi medievale extinse și este locul muzeului arheologic al insulei. Așezarea portuară de pe coasta de vest a insulei este cunoscută sub numele de Kamares (245 de locuitori).

## Geografie

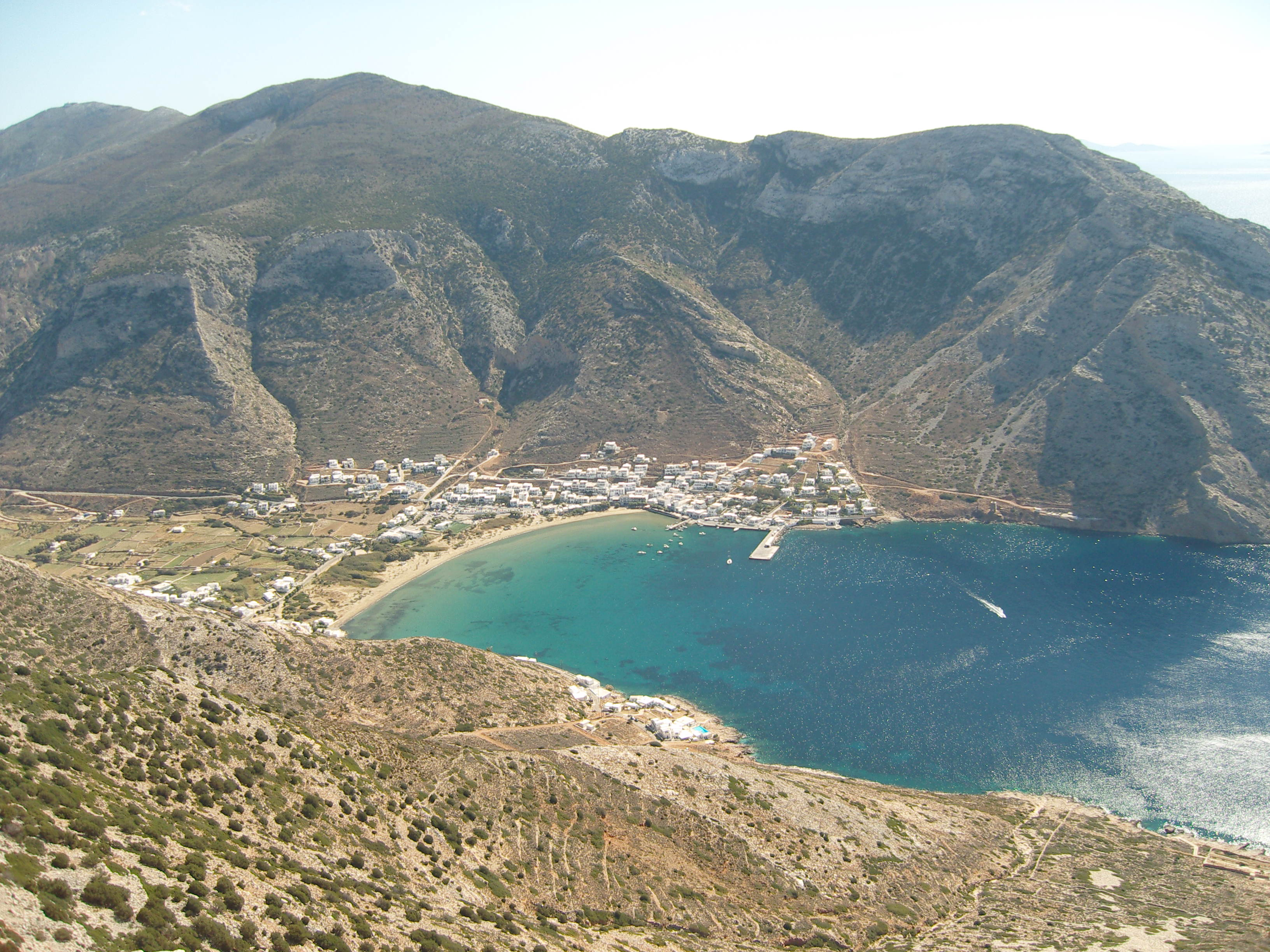
Golful Kamares

Sifnos se află în arhipelagul Cicladele între insulele Serifos și Milos, la vest de Delos și Paros, la aproximativ 130 km de Pireu (portul Atenei). Municipalitatea are o suprafață de 73,942 kilometri pătrați și are o lungime de 15 km și o lățime de 7,5 km. Are un litoral de 70 km, cu o populație permanentă de 2.625 de persoane. Insula este deservită de feriboturile care circulă pe linia Pireu - Kythnos - Serifos - Sifnos - Milos - Kimolos și prin Naxos. Există, de asemenea, curse maritime mai rare către alte insule din Ciclade.

## Istorie

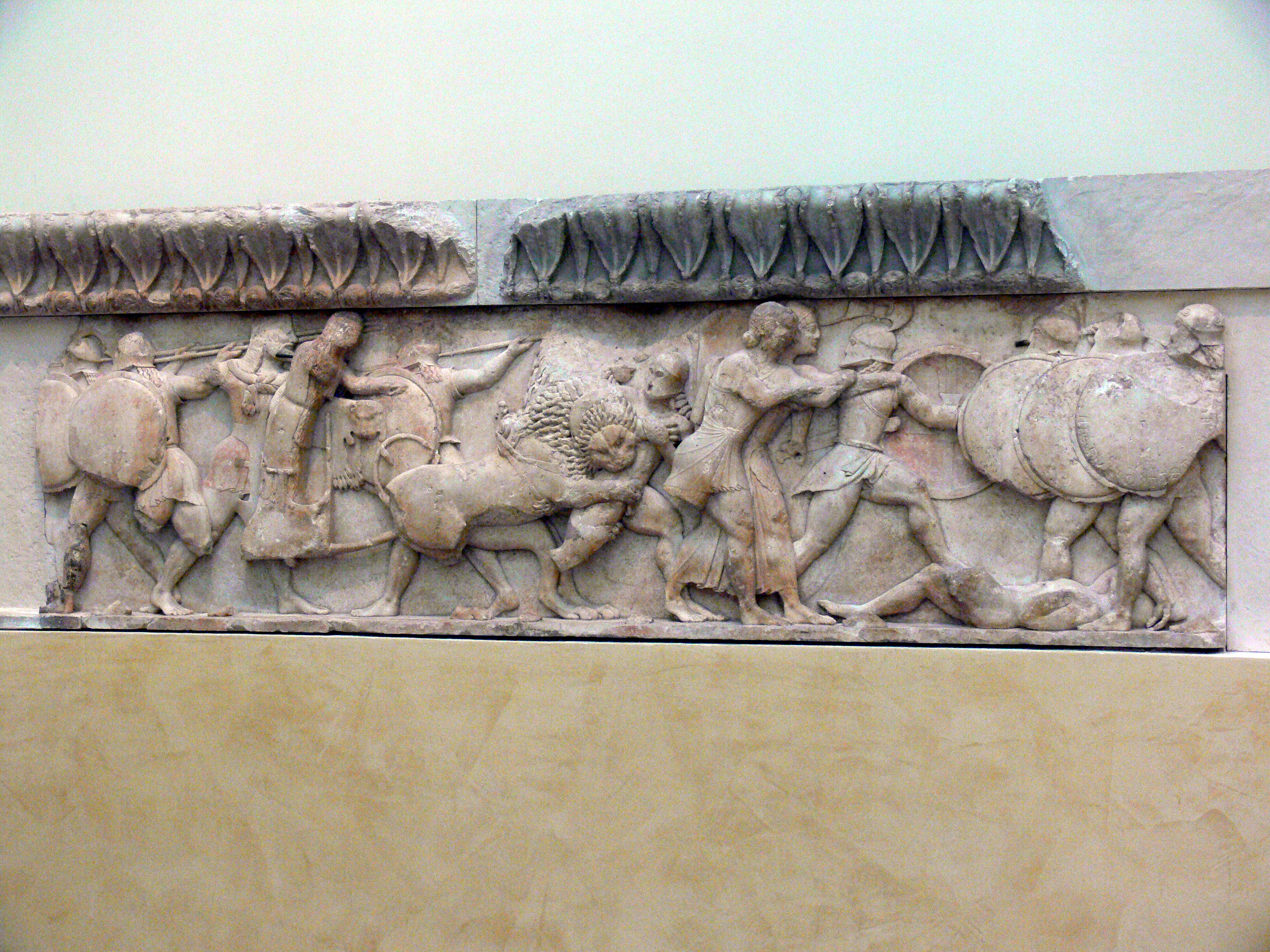
Friză a Tezaurului din Sifnos la Delphi

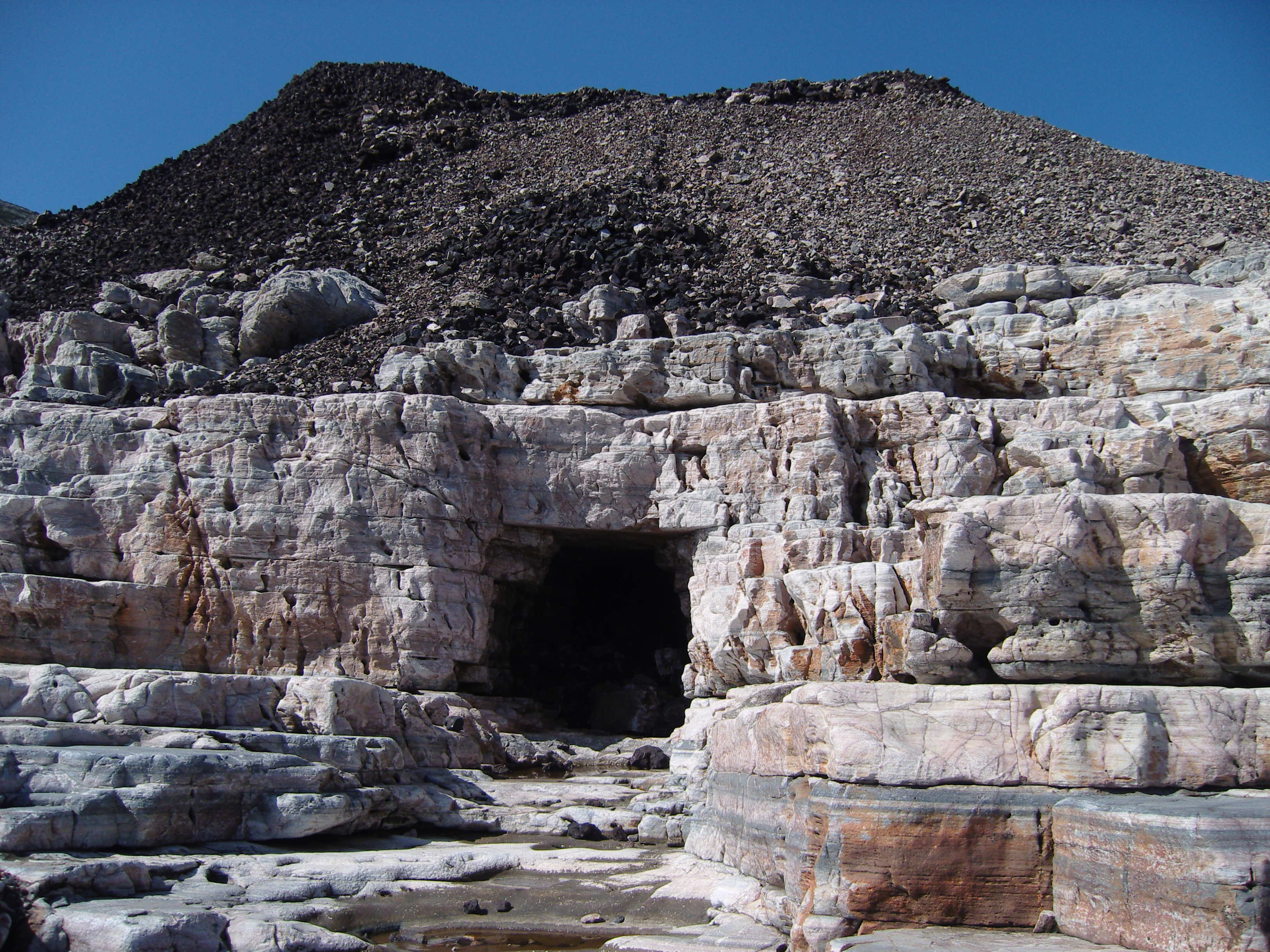
Intrarea într-o mină

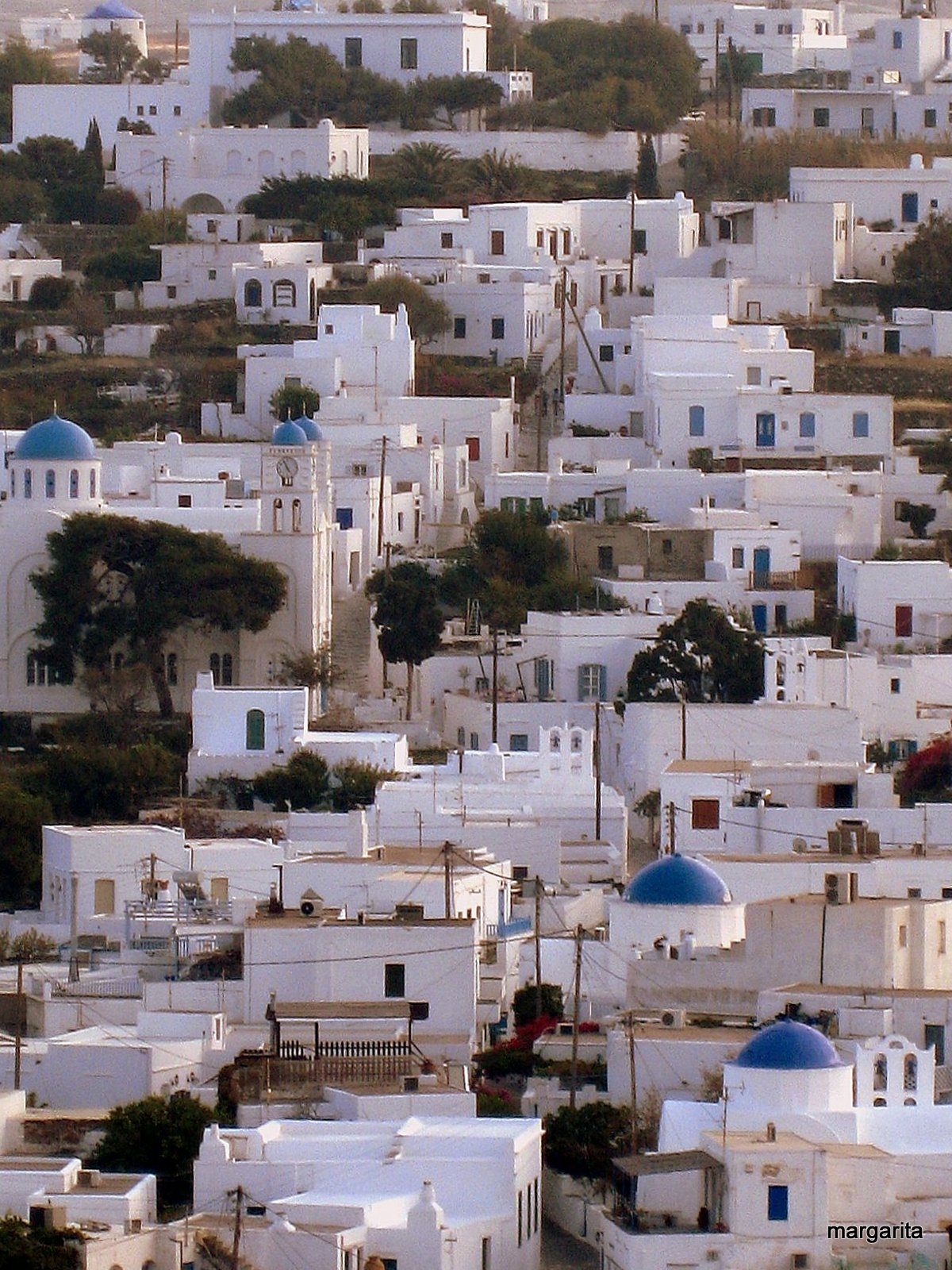
Apollonia

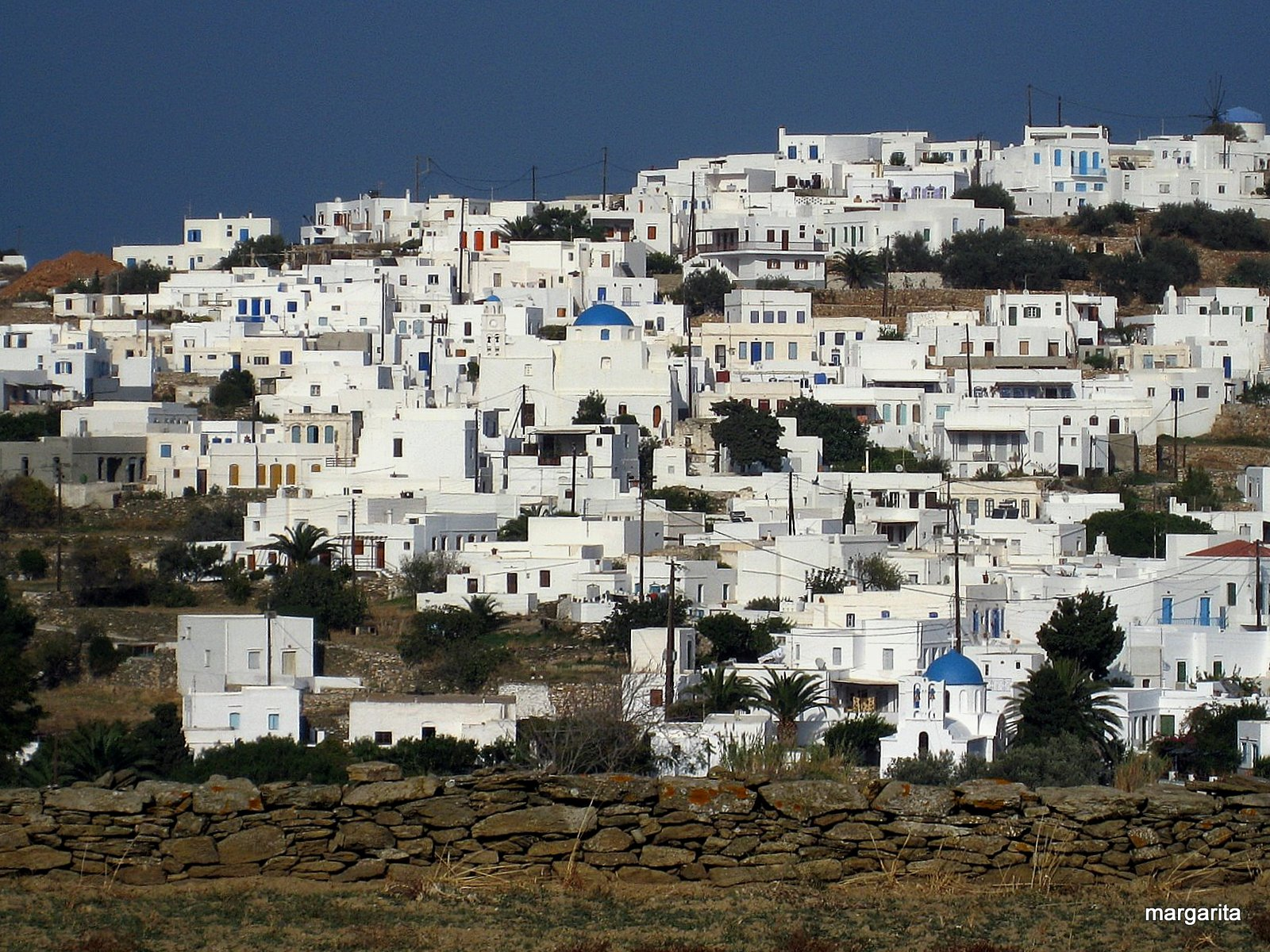
Artemonas

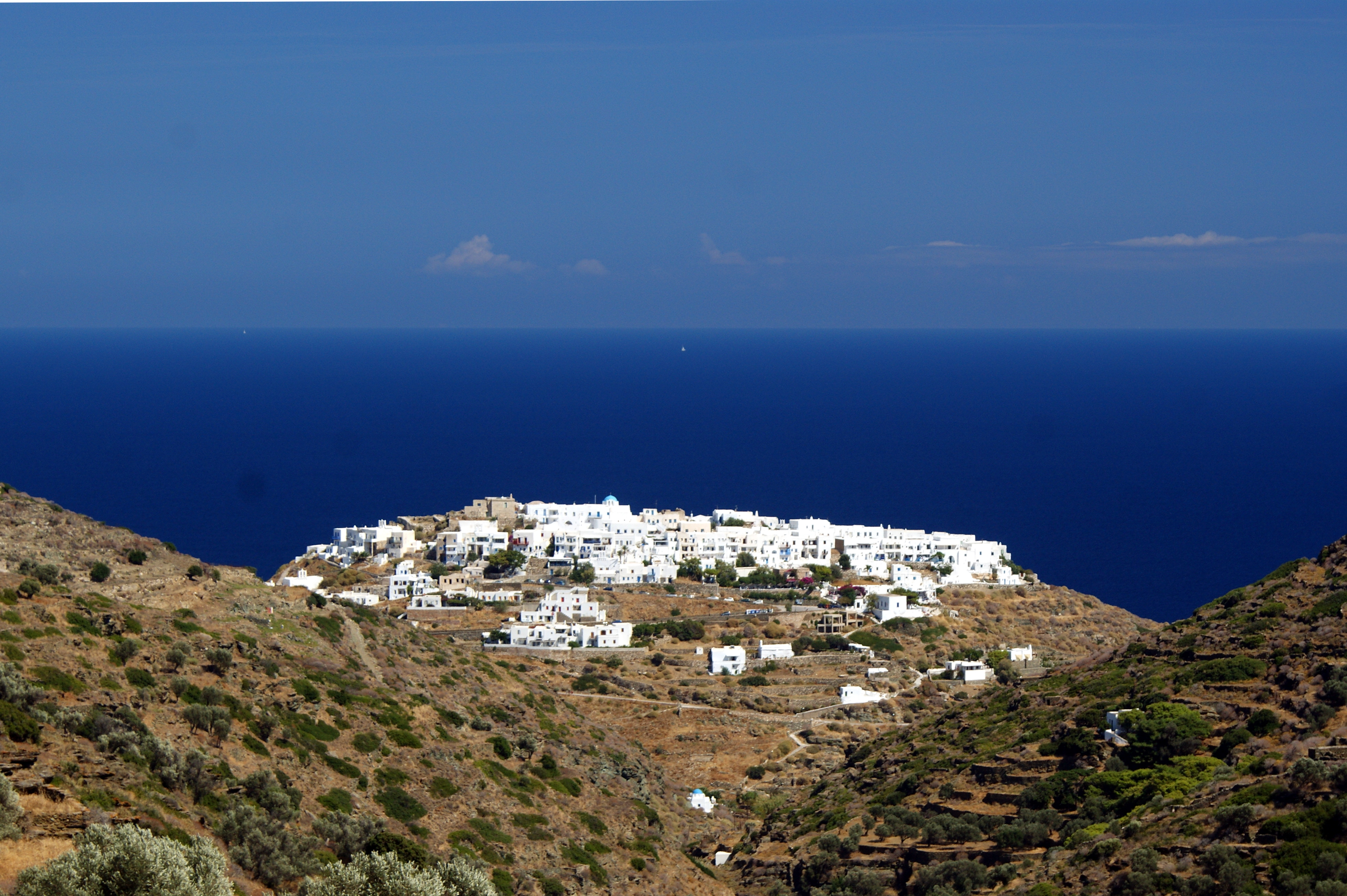
Satul Kastro

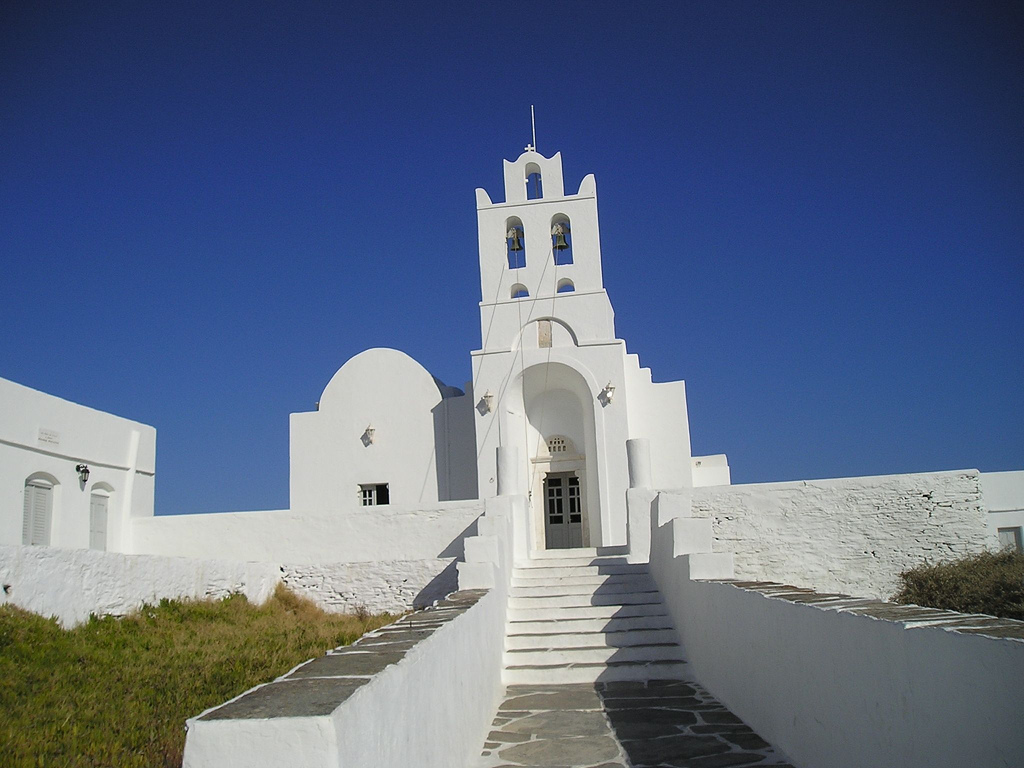
Biserica mănăstirii Chryssopigí

Sifnos a fost locuit de ființe umane cel puțin din perioada anilor 4000 î.Hr.. Dovezile arheologice indică faptul că insula se afla într-unul din centrele principale ale civilizației cicladice din neoliticul târziu și epoca bronzului timpuriu. Insula era foarte bogată în vremurile străvechi, datorită aurului, argintului și plumbului, care au fost exploatate încă din mileniul al III-lea î.Hr. O dovadă în acest sens este tezaurul pe care sifnienii l-au construit la Delphi în secolul al VI-lea î.Hr. Potrivit geografului Pausanias, aceste mine au fost distruse de inundații în vremurile străvechi, un dezastru pe care unii l-au atribuit oamenilor din insulă care nu și-au mai plătit tributul din lăcomie. Cercetătorii moderni sugerează că unele dintre mine au fost inundate deoarece au fost în cele din urmă săpate la o adâncime sub nivelul mării, în timp ce majoritatea dintre ele, situate departe de mare, erau probabil epuizate.  Rămășițele minelor antice, unele datând din epoca preistorică, pot fi încă observate pe insulă, mai ales la Ay. Sostis și rămășițele fortificațiilor antice, datând din mileniul III până în secolul al VI-lea î.Hr., au fost găsite la Ay. Andreas, Ay. Nikitas și Kastro. Un alt indiciu al bogăției insulei Sifnos este că a fost unul dintre primele locuri din Grecia unde s-au bătut monede, undeva în jurul anului 600 î.Hr., deși numărul de monede bătute nu pare să fi fost mare și insula Aegina, care a folosit argintul din Sifnos, se pare că a dezvoltat o capacitate de export mult mai mare a metalului sub această formă.
În timpul migrațiilor grecești extinse care au avut loc începând probabil din secolul al XII-lea î.Hr., insula Sifnos a fost în mare parte populată de greci ionieni din Atena. Insula a apărut rar în istoria antică ulterioară a Greciei. În secolul al VI-lea î.Hr. a fost invadată de pirații din Samos. În secolul al V-lea î.Hr., Sifnos a fost un membru oficial al alianței defensive grecești formate pentru a lupta în Războaiele Medice (împotriva perșilor). În secolul următor, insula a fost cucerită pentru scurt timp de perși, dar a fost eliberată de o flotă trimisă de Alexandru cel Mare. Expresia „a sifnia” apare într-un fragment al lui Aristofan și este explicat în enciclopedia bizantină Suda alături de „a lesbianiza” ca referință la transgresiune.
Se cunosc puține despre Sifnos în epoca romană și bizantină, deși trei sarcofage romane s-au păstrat în Kastro și o colecție de 80 de monede bizantine din muzeul de aici mărturisesc continuitatea substanțială a populației în acele vremuri. La începutul secolului al XIV-lea, Sifnos a ajuns sub stăpânirea cavalerului ospitalier italian sau spaniol Januli I da Corogna, care a proclamat insula independentă de dinastia Sanudo, care stăpânea în aceea perioadă majoritatea insulelor Ciclade (vezi Ducatul Arhipelagului). Urmașii lui Corogna au condus Sifnos timp de peste o sută de ani; în jurul anului 1440, ca urmare a unei căsătorii dinastice, stăpânirea asupra insulei a trecut în mâinile unei familii din Bologna, Gozzadini, care a domnit până în 1617, ultimul fiind Nikolas. Deși ambele dinastii au fost elenizate, ele și-au păstrat credința religioasă romano-catolică, iar în anii 1800, cei din insula Sifnos au continuat să se mândrească cu strămoșii lor latini.
Se cunosc, de asemenea, puține lucruri despre Sifnos în timpul stăpânirii otomane care a început în 1617. Se pare că, la fel ca în majoritatea insulelor Ciclade, stăpânirea otomană asupra insulei Sifnos a fost destul de slabă, constând în principal din colectarea de impozite, insularii administrându-și în mare măsură propriile afaceri. La începutul secolului al XVII-lea, Sifnos era un important centru comercial, iar din 1821 insula a jucat un rol important în Războiul de Independență al Greciei.
Printre persoanele notabile din Sifnos din epoca modernă se numără educatorul și conducătorul revoluționarilor Nikolaos Chrysogelos (1780–1858), care a ajuns în funcția de ministru al educației din Grecia, precum și bucătarul-șef Nikolaos Tselementes (1878–1958), care a scris o carte clasică de bucătărie care este încă folosită în Grecia de astăzi.
Rezervele mari de lut ale insulei, vremea însorită și temperatura au făcut din insula Sifnos o capitală a olăritului din Marea Egee, cu borcane și ghivece unice care au devenit o „marcă” a insulei. Obiectele produse sunt tipice vieții cotidiene de pe insulă, cum ar fi scrumiere, vase de gătit și de mâncare, „masteles”, „foufoudes” (un fel de coșuri de fum) etc. Pe plan local, „Sifnios” a fost o variantă a cuvântului „olar”. Cele mai vechi olării au fost găsite în regiunile centrale, cum ar fi Artemon și Ano Petali, situate strategic pentru a evita atacurile piraților.

## Plaje
Cele mai faimoase plaje ale insulei sunt:
- Cheronisos (Χερόννησος)
- Poulati (Πουλάτη)
- Faros (Φάρος)
- Platu Gialos (Πλατύς Γιαλός)
- Vathi (Βαθύ)
- Apokofto (Αποκοφτό)
- Vroulidia (Βρουλίδια)
- Fukiada (Φυκιάδα)
- Chrysopigi (Χρυσοπηγή)
- Kamares (Καμάρες)

## Biserici și festivaluri religioase
Există 360 de biserici în insula Sifnos, aproape câte una pentru fiecare zi a anului. Sunt mai multe decât în oricare altă insulă din Ciclade. Nu întâmplător, sunt organizate pe insulă un număr mare de festivaluri, aproape în fiecare lună. Multe biserici și mănăstiri ale insulei sunt situri istorice cu un mare interes religios și arhitectural. Cea mai importantă este mănăstirea Panagia Chryssopigi. Una dintre cele mai „populare” biserici ale insulei este o biserică a celor Șapte Martiri, unde multe cupluri aleg să se căsătorească. Cu toate acestea, Panagia Poulati este renumită atât pentru frumusețea sa, cât și pentru peisajul care o înconjoară. În timpul verii sunt organizate mai multe festivaluri religioase (Panigiria).

## Persoane notabile

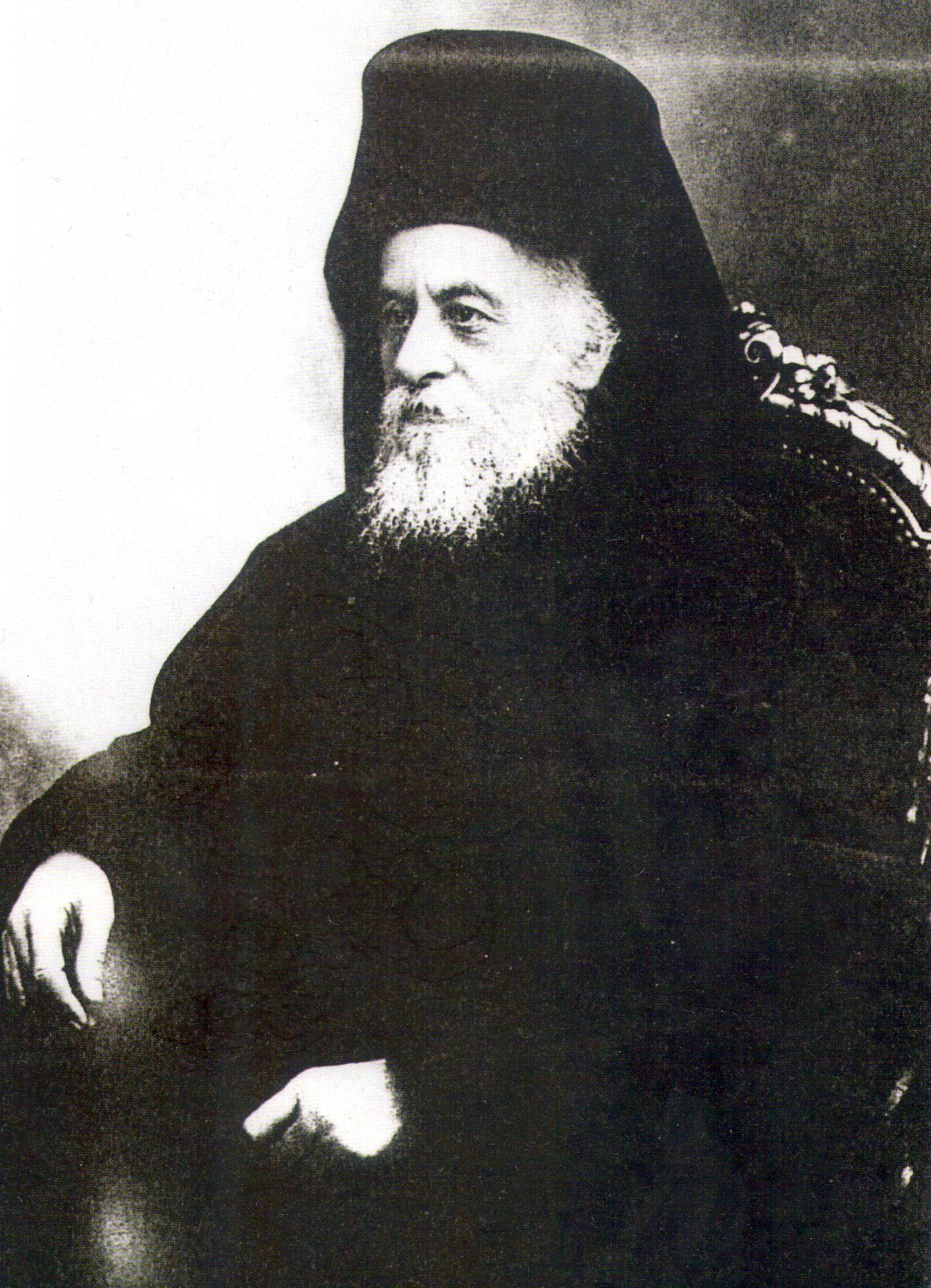
Patriarhul Grigorie al VII-lea al Constantinopolului (1850-1924)

- Patriarhul Grigorie al VII-lea al Constantinopolului (1850-1924)[20]
- Patriarhul Hierotheus al II-lea al Alexandriei (?-1858)[21]
- Aristomenis Provelengios (1850-1936), poet și politician[22]
- Nikolaos Tselementes (1878-1958), bucătar șef[23]
- Nikos Chrysogelos (n. 1959), chimist și politician[24]